# Glaucomidae
Synonymes
- Bromeliophryidae,
- Bursostom[at]idae,
- Espejoiidae,
- Frontoniidae pro parte,
- Tetrahymenidae pro parte.

Famille
Les Glaucomidae sont une famille de Ciliés de la classe des Oligohymenophorea et de l’ordre des Hymenostomatida.

## Étymologie
Le nom de la famille vient du genre type Glaucoma, dérivé du grec  γλαυκός / glaukós, « glauque », c'est-à-dire de couleur vert pâle ou gris.

## Description
Les Glaucomidae ont une taille, petite (< 80 μm) à moyenne (80 à 200 μm). Leur forme varie entre ovoïde et ellipsoïde. Ils vivent en natation libre. Leur ciliation somatique est holotriche (c. à d. uniforme), avec des cinétiques ventrales droites courbées vers la gauche, mais, dans de rares cas, se tordent brusquement vers l'avant pour devenir parallèles à la suture antérieure (sauf chez le genre Glaucomella). Leur  cavité buccale est relativement grande, avec au moins une partie postérieure parorale non ciliée et complètement résorbée dans le genre Bursostoma, et avec l'un ou les deux polykinétides oraux 2 et 3 ayant plus de 3 rangées de kinétosomes. On observe un petit groupe de kinétosomes, appelé groupe X, généralement antérieur au polykinétide oral 2 élargi. Leur macronoyau est globulaire à ellipsoïde, parfois réniforme. Sont présents un micronoyau, des vacuoles contractiles et un cytoprocte (orifice anal). 
Ils sont microphages, mais plusieurs espèces sont carnivores sur d'autres ciliés, certaines subissant une transformation microstome-tomacrostome pour devenir carnivores. Certaines espèces se présentent sous forme de « kystes de repos ».

## Distribution
Les Glaucomidae vivent dans des habitats d’eau douce et parfois terrestres. Ils sont répandus en Europe, rarement dans d'autres continents selon GBIF.

## Liste des genres
Selon GBIF (2 novembre 2023) :
- Dichilum Schewiakoff, 1892
- Epenardia Corliss, 1971
- Espejoia Bürger, 1917
- Glaucoma Ehrenberg, 1830 genre type
  - Genres synonymes : Acomia Dujardin, 1841 ; Dallasia Stokes, 1886 ; Diplomastax Stokes, 1886 ; Diplomestoma Stokes, 1886, Ptyxidium Perty, 1852.
  - Espèce type : Glaucoma scintillans Ehrenberg, 1830
- Glaucomella Grolière, 1977
- Jaocorlissia Small & Lynn, 1985
- Leucophrys Ehrenberg, 1830
- Monochilum Schewiakow, 1892
- Pusilloburius Corliss, 1979

D’après Lynn (2010)
- Bromeliophrya Foissner, 2003
- Bursostoma Vörösváry, 1950
- Chasmatostoma Engelmann, 1862 (synonyme subjectif : Colpoda )
- Dapedophrya Foissner, 1995
- Dichilum Schewiakoff, 1893
- Epenardia Corliss, 1971
- Espejoia Bürger, 1908
- Glaucoma Ehrenberg, 1830 genre type
- Glaucomella Grolière, 1977
- Jaocorlissia Small & Lynn, 1985
- Monochilum Schewiakoff, 1893
- Physalophrya Kahl, 1931

Incertae sedis de cette famille
- Discozoon Vuxanovici, 1960
- Pinchatia Shibuya, 1931
- Pleurochilidium Stein, 1860

## Systématique
Le nom correct de ce taxon est Glaucomidae Corliss, 1971.